# Gavota en si bemol mayor, KV 300 (Mozart)
La Gavota para orquesta en si bemol mayor, K. 300, es una obra compuesta por Wolfgang Amadeus Mozart, en mayo-junio de 1778, durante la estancia del compositor en París. La obra estaba casi con certeza destinada a formar parte integrante del ballet Les petits riens, K. Anh. 10/299b.

## Características
La pieza consta de un único movimiento, y está escrita en compás de 2/2 o compasillo binario. Su extensión es de cuarenta y ocho compases, y está compuesta para dos oboes, dos fagotes, dos trompas y cuerdas (dos violines, dos violas, violonchelo y contrabajo).